# Arte na Idade Moderna

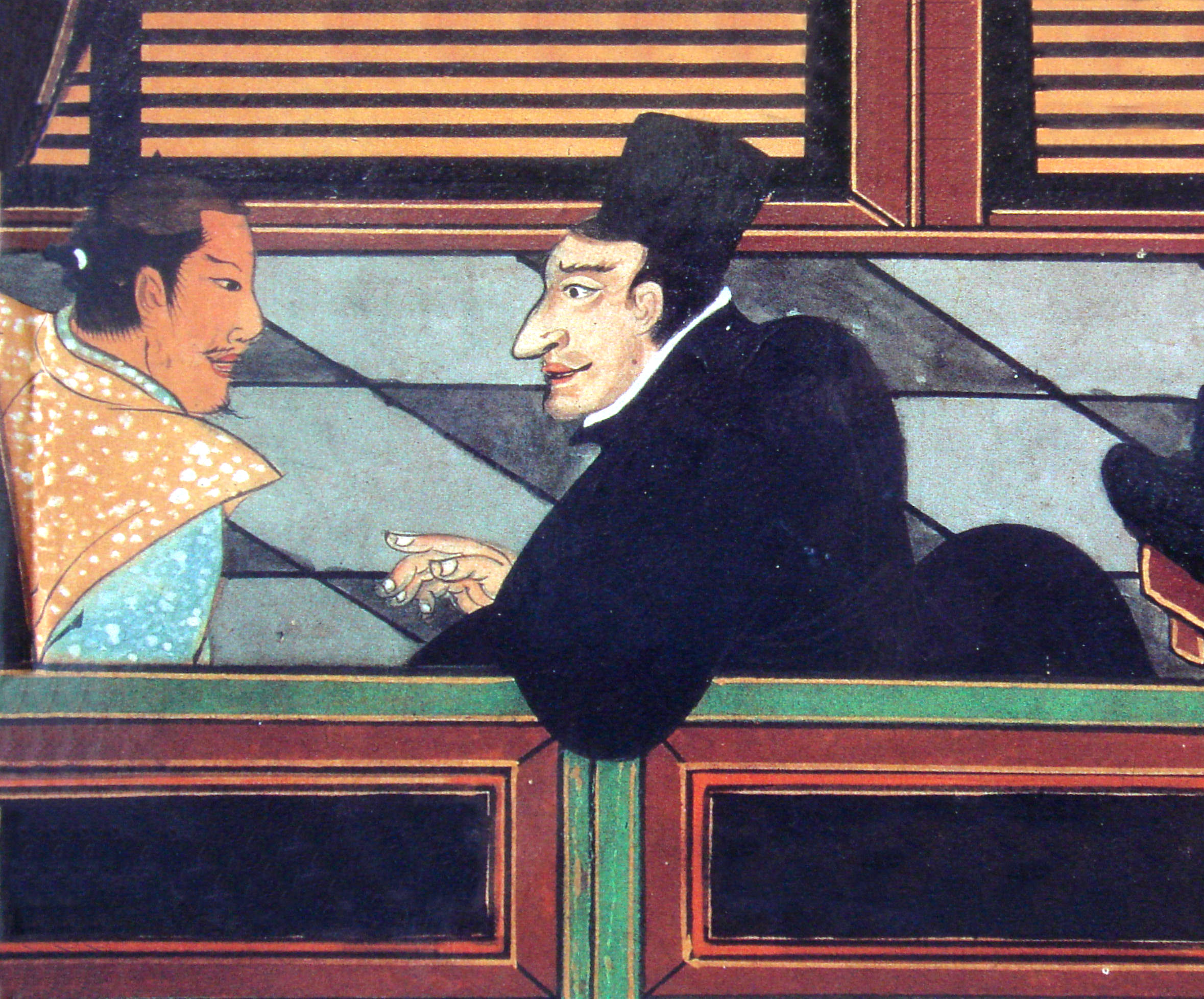
Pintura anônima japonesa feita por volta de 1600 mostrando um nobre japonês e um jesuíta.

Arte da Idade Moderna é o período da história da arte que corresponde à Idade Moderna, não devendo se confundir com o conceito de arte moderna, pois esta última corresponde a determinadas manifestações da arte contemporânea.

## Descrição
O período cronológico da Idade Moderna situa-se entre os séculos XV e XVIII (com diferentes acontecimentos marcantes, como o desenvolvimento da imprensa, a descoberta da América, as revoluções francesa e industrial e a transição do feudalismo para o capitalismo).
Durante esse período, os europeus estenderam-se principalmente pela América e espaços oceânicos. Com o tempo, estes processos terminaram por fazer dominante a civilização ocidental, e com isso determinaram a imposição dos modelos próprios da arte ocidental, concretamente da arte europeia ocidental, que desde a Renascença italiana se identificou com um ideal estético formado a partir da reelaboração dos elementos recuperados da arte e cultura clássicas, ainda que submetidos a uma sucessão pendular de movimentos artísticos (Renascimento, Alta Renascença, Maneirismo, Barroco, Rococó, Neoclassicismo e Romantismo) que ora optavam por uma maior liberdade artística, ora por uma maior submissão às regras da arte acadêmica, denominada de Academicismo. A função social do artista começou a superar a do mero artesão para se converter numa personalidade individualista, que se destacava na corte, ou numa figura de sucesso no mercado livre de arte.
Nos demais âmbitos da cultura, a modernidade aplicada à arte significou uma progressiva secularização (separação entre Estado e religião), que chegou a seu ponto culminante com o iluminismo, ainda que a arte religiosa continuou sendo uma das mais apreciadas, porém bem menos do que a presença que tinha tido na arte da Idade Média.